# Kokoda Front Line!
Kokoda Front Line! é um filme-documentário australiano de 1942 dirigido e escrito por Ken G. Hall. Venceu o Oscar de melhor documentário de longa-metragem na edição de 1943, ao lado de The Battle of Midway, Moscow Strikes Back e Prelude to War.